# Bravo F1
Bravo F1 byl projekt, který začal v polovině roku 1992 a byl veden Jean-Pierre Mosnierem, technikem Nickem Wirthem a týmu šéfoval ex-pilot Minardi Adrián Campos.Cílem bylo se zúčastnit formule 1 v roce 1993. Vznik pochází z listopadu 1992 a začátkem roku 1993 byl projekt opuštěn kvůli úmrtí Mosniera. Tým sídlil v británii, avšak jezdil pod španělskou licencí. O 17 let později se Adrián Campos vrátil s HRT F1.

## Historie
Auto bylo postaveno na základech starého vozu Andrea Moda a s převodovkou Dallara. Motorem byl motor Judd V8 a hlavním sponzorem byl ElMondo spolu se jmény malých španělských společností.
Auto bylo dokončeno v listopadu 1992 a tým měl rozpočet 3 000 000 dolarů, tj. méně než měla Andrea Moda Formula v roce 1992.
Nick Wirth a ostatní přemýšleli, zda projekt zastavit nebo ne, a ušetřit peníze na stavbu jiného vlastního vozu. Auto bylo vyrobeno v krátkém čase, bez jakýchkoli testů a jezdcem se stal Jordi Gené, bratr Marca Geného. Tým tvořili zakladatelé, kteří tento projekt zahájili, a tři mechanici. Smrt Jean Pierre-Monsiera během vývoje auta ovlivnil tým v jeho projektu.
Model automobilu se jmenoval Bravo S931.1 V prosinci byl vůz zakázán FIA, protože neprošel nárazovými testy. Projekt byl proto kvůli nedostatku peněz a dluhům nakonec opuštěn.
Wirth později začal s projektem Simtek, který závodil v letech 1994–1995. Kandidáti kteří měli jezdit byli ke Genému také byli Nicola Larini, Ivan Árias, Luca Badoer, Pedro de la Rosa a také se pokusili najmout Damona Hilla.
Nejedná se o první španělský projekt, předchůdcem byl tým Pegaso España ale také neúspěšně.
 